# Ендре Шик
Ендре Шик (угор. Sík Endre; *2 квітня 1891, Будапешт, Австро-Угорщина — †10 квітня 1978, Будапешт, Угорська Народна Республіка) — угорський державний діяч, міністр закордонних справ Угорської Народної Республіки (1958-1961).

## Біографія
Випускник Будапештського університету, адвокат. Під час Першої світової війни був офіцером австро-угорської армії. З 1917 — військовополонений, до березня 1918 перебував в Даурському таборі в Забайкаллі, потім проживав на станції Хілок, давав місцевим жителям уроки англійської, французької, німецької мов. Одружився з місцевою жителькою Е. В. Тотською. У жовтні 1919 поїхав в Верхньоудинськ. Працював співробітником угорської газети «Форрадалом» («Революція»), що виходила в Іркутську. Восени 1922 був направлений в Читу в Міністерство закордонних справ Далекосхідної Республіки.
Закінчив Інститут червоної професури в Москві.
- 1927-1936 — Професор Університету народів Сходу;
- 1938-1941 — Науковий співробітник Інституту історії;
- 1943-1945 — Науковий співробітник Інституту етнографії РАН СССР.

З 1945 в Угорщині.
- 1947-1948 — Радник МЗС;
- 1948-1949 — Посол УНР в США;
- 1949-1953 — Завідувач головним політичним відділом Міністерства закордонних справ, директор Дипломатичної академії;
- 1953-1958 — заступник міністра;
- 1958-1961 — Міністр закордонних справ УНР.

З 1965 — голова Всеугорської ради світу. Автор наукових праць з історії колоніальних країн, етнографії, автобіографічного роману «Роки випробувань», в якому дав детальну картину життя забайкальців в 1918-1919. Перекладав твори Чехова на угорську мову. За тритомну «Історію Чорної Африки» удостоєний Державної премії УНР.

## Нагороди та звання
- Лауреат міжнародної Ленінської премії «За зміцнення миру між народами» (1968);
- Нагороджений орденом Дружби народів (1976).